# Lunda-Nord
Lunda-Nord (en portuguès Lunda-Norte) és una província del nord-est d'Angola. Té una superfície de 103.000 km² i una població aproximada de 799.950 habitants el 2014. La seva capital és Lucapa, antiga capital de l'Estat angolès després de la independència. Limita al nord i a l'est amb la República Democràtica del Congo; al sud amb la província de Lunda-Sud; a l'oest amb les províncies de Malanje i de Bié.
La província és rica en diamants, però està molt subdesenvolupada i empobrida.
A Lunda-Nord hi ha els pobles chokwe (tshoquoe) i lundes, entre d'altres.

## Divisió administrativa
- Xá-Muteba
- Cuango
- Capenda Camulemba
- Lubalo
- Caungula
- Cuílo
- Chitato-Dundo
- Lucapa
- Cambulo

## Història
Durant la Guerra Civil angolesa (1975-2002) un gran nombre de civils van morir en els enfrontaments entre UNITA i les Forces Armades d'Angola (FAA). Les operacions d'extracció de diamants també es van veure afectades. S'hi van enterrar un gran nombre de mines durant la civil guerra que encara són presents a la província. La lepra i elefantiasi són les principals malalties que afecten la província.